# Hyperbaenus brevipennis
Hyperbaenus brevipennis är en insektsart som beskrevs av Andrew Nelson Caudell 1918. Hyperbaenus brevipennis ingår i släktet Hyperbaenus och familjen Gryllacrididae. Inga underarter finns listade i Catalogue of Life.